# カジミェシュ1世 (クヤヴィ公)

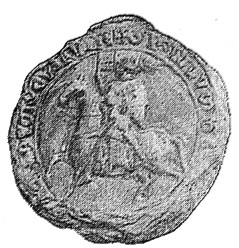
カジミェシュ1世の印璽

カジミェシュ1世（Kazimierz I kujawski, 1211年頃 - 1267年12月14日）は、クヤヴィ公（在位：1233年 - 1267年）、シェラツ公（在位：1247年 - 1259年、1260年 - 1261年）、ウェンチツァ公（在位：1247年 - 1267年）、ドブジン公（在位：1248年 - 1267年）。マゾフシェ公コンラト1世の次男、母はノヴホロド＝シーヴェルスキー公スヴャトスラフの娘アガフィア。息子のうちレシェク2世、ヴワディスワフ1世はそれぞれポーランド大公、ポーランド国王となっている。

## 生涯
1233年、カジミェシュは父コンラト1世からクヤヴィ公国を相続領として与えられた。1239年にはポーランド大公の座にあったヘンリク2世（敬虔公）の娘コンスタンツィアと再婚した時に、義父から花嫁持参金として領地を与えられている。戦争好きな父の政策を若いころから積極的に支えていたカジミェシュ1世は、その褒美としてグダニスク公国（ダンツィヒ）をも与えられた。1247年に父が死ぬと、兄ボレスワフ1世がマゾフシェ公国を受け継いだ。
カジミェシュ1世は兄との間で相続をめぐる紛争を起こすのを望まなかった。翌1248年にボレスワフ1世が子供のないまま亡くなったため、カジミェシュ1世がその全財産を相続すると思われた。しかし、ボレスワフ1世はカジミェシュ1世のすぐ下の弟シェモヴィト1世に自分の遺領を相続させた。
1248年以後、カジミェシュは弟のシェモヴィト1世と、その同盟者であるハールィチ・ヴォルィーニ大公ダヌィーロに脅かされるようになった。同盟の一環として、シェモヴィト1世はダヌィーロの娘ペレヤースラウァと結婚していた。1254年、カジミェシュ1世は勢力を拡大するバルト人諸部族に対抗するため、ドイツ騎士団と同盟した。
1250年、カジミェシュはバルト諸部族の1つで、自領との境界をめぐって常に揉め事を起こしていたヨトヴィング人と和平を結ぼうとした。しかし、この計画は同盟者であるドイツ騎士団の賛成を受けなかった。騎士団は教皇を味方に引き入れ、カジミェシュ1世の和平構想に強く反対した。結局、和平交渉は失敗に終わり、カジミェシュ1世はこれ以後も長く国境をめぐる異教徒との紛争に手を焼くことになった。領国の北辺の守りを固めるため、カジミェシュ1世はウクフに駐屯するドイツ騎士団に救援を頼んだ。しかしバルト人との和平交渉問題でこじれた騎士団との関係修復は容易でなく、1263年になって両者の関係はようやく正常化した。
他方で、カジミェシュ1世はさらなる困難に巻き込まれた。1258年、ヴィエルコポルスカ公ボレスワフはポモジェのディミン公ヴァルチスワフ3世と同盟すると、カジミェシュ1世が義父ヘンリク2世から非合法な形で与えられた領地を自分に返還するよう求めて、カジミェシュ1世に対する攻撃を始めた。この攻撃は失敗に終わったが、ボレスワフは翌1259年、時のポーランド君主であるボレスワフ5世（純潔公）、シェモヴィト1世及びその舅に当たるハールィチ公ダヌィーロと諸公同盟を結成し、同盟者達と一緒になってカジミェシュ1世に領地返還を求めたのである。両者の交渉は難航し、カジミェシュ1世がヘンリク2世から与えられた領土の一部を同盟に奪われ、シェモヴィト1世に与えられた。1261年に諸公同盟とカジミェシュ1世との間には新たな紛争が起きた。カジミェシュ1世の長男レシェク2世（黒公）は父の権力が弱まったことを好機とみて、自分に領地を相続させるよう要求した。カジミェシュ1世はシェラツ公国をレシェク2世に譲ることを余儀なくされた。
1267年に56歳で亡くなり、ヴウォツワヴェク聖堂に埋葬された。

## 子女
カジミェシュ1世は出自不明のヤドヴィガという女性を最初の妻に迎えたが、ヤドヴィガとは子供を授かることなく1235年に死別した。
1239年、ヘンリク2世の娘コンスタンツィアと再婚し、あいだに3人の子供をもうけた。
1. アデライダ（1249年 - 1291年12月8日） - 修道女
2. レシェク2世（1240年/1242年 - 1288年9月30日） - シェラツ公、ウェンチツァ公、ポーランド大公、黒公
3. ジェモミスウ（1241年/1245年 - 1287年） - イノヴロツワフ公

コンスタンツィアと1257年に死別すると、その年のうちにオポーレ公カジミェシュ1世の娘エウフロジナと結婚した。エウフロジナとのあいだには4人の子供が生れた。
1. ヴワディスワフ1世（1261年 - 1333年） - クヤヴィ公、ポーランド大公、ポーランド国王、短躯公
2. カジミェシュ2世（1261年/1262年 - 1294年6月10日） - ウェンチツァ公
3. シェモヴィト（1262年/1267年 - 1309年/1314年） - ドブジン公、レーヴ・ダヌィーロヴィチの娘アナスタシア（1335年没）と結婚
4. エウフェミア（1308年3月18日） - ハールィチ・ヴォルィーニ王ユーリー1世と結婚